# Royal Excelsior Mouscron
Il Royal Excelsior Mouscron, noto anche come RE Mouscron e chiamato comunemente Excelsior Mouscron, è stata una società calcistica belga con sede a Mouscron.

## Storia
Nacque dalla fusione tra lo Stade Mouscron e l'A.R.A. Mouscron nel 1964. Il 26 dicembre 2009 ne è stata dichiarata la bancarotta.

## Palmarès

### Competizioni nazionali
- Derde klasse: 1

1990-1991

### Altri piazzamenti
- Campionato belga:

Terzo posto: 1996-1997
- Coppa del Belgio:

Finalista: 2001-2002, 2005-2006
Semifinalista: 1997-1998
- Coppa di Lega belga:

Finalista: 2000-2001
- Tweede klasse:

Secondo posto: 1995-1996